# ファーキン (単位)
ファーキン (firkin) は、いくつかの異なる状況で、体積や質量を計測するために用いられる単位。
元々は、中世オランダ語で「4分の1」を意味する「vierdekijn」から転じたと考えられる言葉で、1バレルの樽の4分の1に相当する小さな樽、ないし、木製の手桶を意味し、それに入れるものの体積の単位に転じたとされている。

## アメリカ合衆国における乾量単位
ファーキンは、アメリカ合衆国における乾量単位のひとつである。
1 ファーキン = 9 ガロン。

## イギリスにおけるバターやチーズの単位
ファーキンは、イギリスでは、バターやチーズの販売に用いられる単位でもある。
1 ファーキン = 56 ポンド = 25 キログラム

## イギリスにおけるビールの単位
ファーキンは、イギリスでは、ビールの販売に用いられる単位でもある。1ファーキンは、1バレルの4分の1とされ、その量は、実際に流通している樽の大きさによって異なってくるが、現状では次のとおりである。
1 ファーキン = 0.25 バレル = 9 英ガロン = 10.8 米国液量ガロン = 41 リットル

## 日本におけるビールの単位
日本でも、特に地ビールを中心としたクラフトビールに関わる業界で、特定の規格の樽を指して、ファーキンという表現を用いている。この樽は、容量が39.75リットルであるため、単位としてのファーキンもこれに準じるものと理解されている。
1 ファーキン ＝ 39.75 リットル